# La Cabane bleue
La Cabane bleue est une maison d'édition de livres pour enfants, dont les thématiques portent sur l’écologie et la nature. Elle s’inscrit dans une démarche de développement durable.

## Histoire
La Cabane bleue est fondée en région nantaise en 2019, par Angela Léry, ex-chargée de communication pour Gulf Stream Editeur, et Sarah Hamon, anciennement éditrice chez Fleurus et Mango Jeunesse.
En 2021, le siège social déménage de Nort-sur-Erdre, en Loire-Atlantique, à Rezé, dans le même département.

## Ligne éditoriale
Le catalogue de La Cabane bleue propose des livres documentaires pour « faire découvrir des espèces animales, des milieux naturels, pour donner envie aux enfants de les protéger […] L’idée est plutôt de comprendre pourquoi protéger que comment ». La maison d’édition souhaite voir les enfants s’émerveiller devant la beauté du monde.

## Engagements et écoresponsabilité
Le projet de la maison d’édition est né du constat des deux fondatrices que le secteur de l’édition n’est pas exemplaire en termes d’impact social et environnemental. Leur souhait est de proposer une alternative à l’édition traditionnelle, sur le modèle de la slow-fashion. Mettant par exemple en avant que près d’un livre sur quatre finit « au pilon », soit détruit avant même d’avoir été acheté, La cabane bleue se fixe initialement comme objectif de ne pas publier plus de huit titres par an, tirés chacun à 1 500 exemplaires. Courant 2020, cet objectif est ramené à six titres par an, puis 4 titres en 2021. Fin 2023, on compte 16 titres à leur catalogue.
Tous les livres du catalogue sont d’un format identique « pour réduire la gâche de papier ». Ils n’ont pas de pelliculage plastique sur la couverture et sont imprimés à moins de 500 km de leur lieu de stockage : en Vendée, chez Pollina, ainsi que dans l’Ain.
Les fondatrices ont fait le choix, contrairement à la plupart des maisons d’édition française, de ne pas avoir de diffuseur (entreprise qui assure la commercialisation auprès des librairies, pour le compte de plusieurs maisons d’édition), afin de prendre le temps de mieux défendre leurs livres et de ne pas être soumis au système des « offices ». Ce choix leur permet d’enregistrer des taux de retour très faibles (8 % contre 22 % en moyenne).
La maison prône l’importance du circuit court et de la librairie indépendante. On trouve leurs livres notamment dans des librairies itinérantes, ainsi que sur des plateformes comme Livr&co, qui met en avant une vingtaine de maisons d’édition écoresponsables.
La cabane bleue met également l'humain au coeur de sa démarche : elle prône l'absence de hiérarchie dans son fonctionnement, notamment en coconstruisant ses contrats avec ses auteurs et en pratiquant la rémunération au besoin.
Ces engagements sont indiqués par des pastilles, ainsi qu’une pleine page d’explications dans les livres, mais également par des capsules sur les réseaux sociaux.
Fin 2022, La Cabane bleue obtient le label Ruptur, décerné par l’association du même nom, qui vise à promouvoir une économie responsable et durable.
Les éditrices-fondatrices de la maison proposent aussi des ateliers et conférences pour sensibiliser aux questions de l’écologie dans le monde du livre ; ces animations, dont notamment une conférence gesticulée intitulée « Le livre est-il écologique ? », s’adressent à tous les publics, adultes comme enfants. Elles tentent ainsi de « d’essaimer et de polliniser les bonnes pratiques du livre ».

## Prix et distinctions

### Récompenses
- La Bonne Idée de monsieur Johnson, de Pierre Grosz et Rémi Saillard : lauréat du prix 2023 du Livre Environnement de la fondation Veolia, mention jeunesse[22]

### Nominations
- Mon herbier des gens, de Rémi Courgeon : sélection du Prix du livre jeunesse écolo 2023, catégorie "Lecteurs en herbe"[23] ; sélection du prix littéraire Environnement par l'association De Rives en pages[24]
- La Bonne Idée de monsieur Johnson, de Pierre Grosz et Rémi Saillard : sélection du Prix du livre jeunesse écolo 2023, catégorie "Graines de lecteurs"[25]
- Pourquoi les orangs-outans n'aiment pas le dentifrice, d'Emmanuelle Figueras et Tristan Gion : sélection du Prix du livre jeunesse écolo 2022, catégorie "Lecteurs en herbe"[26]
- Suis du doigt l'abeille, de Benoît Broyart et Suzy Vergez : sélection du Prix du livre jeunesse écolo 2020, catégorie "Tout petit Félipé"[27]
- Il y avait une maison, de Philippe Nessmann et Camille Nicolazzi : finaliste du prix UNICEF 2020 de littérature jeunesse, catégorie 6-8 ans[28]

## Rayonnement international
La Cabane bleue est citée en exemple par l’Association nationale des éditeurs de livres au Québec, dans leur guide Comment instaurer facilement une charte de développement durable.
La traduction portugaise du livre Il y avait une maison fait partie du plan de lecture national au Portugal.